# Esma Redjèpova
Esma Redjèpova-Teodossievska (pronunciació: [ˈƐsma rɛˈd͡ʒɛpɔva tɛɔdɔˈsiɛfska]; Skopje, 8 d'agost de 1943 - 11 de desembre de 2016) va ser una vocalista, compositora i humanitarista macedònia d'ètnia gitana. A causa del seu prolífic repertori i per la seva contribució a la cultura gitana i la seva promoció, va ser sobrenomenada la Reina dels Gitanos.

## Biografia
Redjèpova va néixer el 8 d'agost de 1943 a Skopje, en aquell moment annexionada pel Regne de Bulgària, encara que la regió va ser retornada a Iugoslàvia el 1944. Era la segona més jove de sis fills d'una família gitana. El seu avi patern era un gitano catòlic i la seva àvia una jueva iraquiana, mentre que la seva mare era una gitana musulmana del barri de Šuto Orizari.
Va començar a cantar quan era adolescent als anys 1950 i la seva carrera es va estendre al llarg de cinc dècades. El seu èxit musical va anar estretament lligat al seu matrimoni amb Stevo Teodosievski, qui va ser compositor, arranjador i director del conjunt musical Ansambl Teodosievski. Va escriure moltes de les seves cançons i va gestionar completament la seva carrera fins a la seva mort el 1997. El seu estil musical estava inspirat principalment en la música tradicional gitana i macedònia. També hi destaquen influències de la música pop. Esma Redjèpova va començar la seva carrera en un període en què la música romaní era denigrada a Iugoslàvia i els gitanos consideraven vergonyós que les dones cantessin en públic. Redjèpova va ser una de les primeres cantants a fer-ho en llengua romaní a la ràdio i la televisió.
Redjèpova va destacar especialment per la seva veu potent i emotiva. El 2010, la National Public Radio la va citar entre les 50 grans veus del món. Redžepova també es va destacar pels seus vestits extravagants i els seus turbants de colors, així com per l'ús que feia d'estereotips típics sobre les dones gitanes, com la sensualitat i la felicitat. El 2010 va ser guardonada amb l'Ordre del Mèrit macedònia i el 2013, considerada Artista Nacional de la República de Macedònia', pel president macedoni Gjorgje Ivanov.
Redjèpova, juntament amb Vlatko Lozanoski, van representar Macedònia al Festival de la Cançó d'Eurovisió 2013 a Malmö.
Amb el seu marit Stevo Teodosievski van acollir 47 infants i va rebre nombrosos reconeixements per la seva tasca humanitària. Va donar suport als drets dels gitanos i de les dones i també va ser regidora de la seva ciutat natal.
Redjèpova va morir el matí de l'11 de desembre de 2016 a Skopje després d'una breu malaltia, tenia 73 anys. Havia estat ingressada a l'hospital el 28 de novembre i es trobava en estat crític. La seva cerimònia fúnebre va tenir lloc el 12 de desembre a l'Ajuntament de Skopje, on l'alcalde de la ciutat i el president macedoni, Gorge Ivànov, li van fer un homenatge. Posteriorment va ser enterrada al cementiri de Butel.

## Música

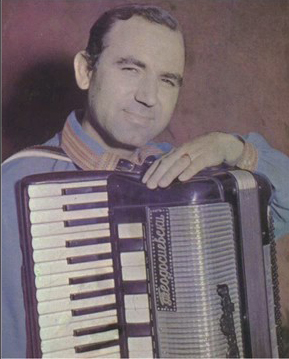
Stevo Teodossievski, mànager de Redjèpova i posterior marit.

Esma Redjèpova va gravar i publicar més de 580 cançons, inclosos dos discs de platí i vuit d'or. Va realitzar més de 22.000 concerts, un terç dels quals van tenir lloc amb finalitats benèfiques. Amb l'Ansambl Teodosievski va gravar 108 senzills, 32 cassets, 15 àlbums, 6 cintes de vídeo i nombrosos programes de televisió.
Redjèpova va cantar sobretot en romaní i macedònic, però també va gravar cançons en serbocroat, turc, hebreu, grec i hindi. Les cançons de Redjèpova sovint parlen d'amor, pena i matrimoni. Una de les seves cançons més famoses, titulada «Čaje Šukarije», es va convertir en un himne per a tots els gitanos de tot el món.

## Museu de la Música
Esma Redjèpova es va casar amb el seu mànager, Stevo Teodosievski, el 1968, el qual tenia 19 anys més que ella i va morir el 1997. Mai no van tenir fills propis, sinó que van acollir 47 infants desemparats. Van criar-ne cinc sota a la pròpia casa i van assegurar-ne una llar i educació per als altres.
Quan Esma Redjèpova es va instal·lar a Skopje amb el seu marit el 1989, va començar a treballar en un ambiciós projecte: un Museu de la Música i Casa de la Humanitat. La parella l'imaginava com un lloc on guarda un arxiu de música gitana i d'instruments musicals i històrics, amb un auditori, un estudi de gravació i un espai on les persones pobres poguessin rebre atenció mèdica.
La parella va comprar una parcel·la a prop del Museu d'Art Contemporani de Macedònia i de la Fortalesa de Skopie. La construcció es va iniciar el 1992. L'edifici va ser la llar de Redjèpova i es convertí en museu després de la seva mort.

## Premis i reconeixements
- 1976 - Queen of World Gipsy Music[21]
- 1992 - Premi 13 de novembre de Skopje[22]
- 1995 - Premi prima donna de la cançó europea
- 2005 - Acadèmia Noruega de la Literatura i la Llibertat d'Expressió[23]
- 2010 - Ordre del Mèrit de Macedònia[24]
- 2013 - Artista nacional de Macedònia[25]

## Discografia

### Àlbums
- Makedonske pesme i Esma Redžepova, Jugoton, 1970.
- Ciganske pesme i kola, Jugoton, 1971.
- Zapej Makedonijo, PGP-RTB, 1974.
- Zošto Si Me, Majko, Rodila, Jugoton, 1974.
- Belly Dances, PGP-RTB, 1975.
- Čočeci, PGP-RTB, 1976.
- Makedonske pesme i ora - Ciganske pesme i čočeci, PGP-RTB, 1977.
- Kroz Jugoslaviju, PGP-RTB, 1977.
- Volim te, veruj mi, PGP-RTB, 1978.
- Abre Ramče, 1979.
- Ah, Devla, Jugoton, 1980.
- Zovu me dete celog sveta, PGP-RTB, 1980.
- Esma, PGP-RTB, 1980.
- Makedonska ora i čočeci, PGP-RTB, 1987.
- Chaje Shukarije, World Connection, 2000.
- Esma's Dream, MRT Music, 2000.
- Esma Redžepova, Grand Production, 2005.
- Srce cigansko, Grand Production, 2005.
- Čekaj živote, Mister Company, 2006.
- Gypsy Carpet, Network Medien, 2007.
- Mon histoire, My Story, Accords croisés, 2007.
- Legends of Gypsy Music from Macedonia, ARC Music, 2008.
- Tu me duj Džene, Mister Company, 2008.
- Čoček, Sony Music Entertainment, 2011.

### EP
- Abre babi sokerdžan, Jugoton, 1961.
- Nino, Nino, Jugoton, 1962.
- Ciganske pesme, Jugoton, 1962.
- Pesme iz filma Krst Rakoc, Jugoton, 1962.
- Opa Nina, Nina naj, Jugoton, 1965.
- Pevaju pesme iz Makedonije, Jugoton, 1965.
- Makedonske narodne pesme, Jugoton, 1966.
- Romano oro, Jugoton, 1966.
- Ah, devla, Jugoton, 1967.
- Zapej Makedonijo, PGP-RTB, 1969.
- Ohrid, Ohrid, PGP-RTB, 1972.
- Makedonijo, rosno cveće, PGP-RTB, 1972.
- Svadbarski pesni, PGP-RTB, 1973.
- Stan' mesece, PGP-RTB, 1974.

### Senzills
- Devojčence, će ti kupam fustan, Jugoton, 1963.
- Ciganske pjesme, Jugoton, 1963.
- Muška voda, Adriatic Club, 1966.
- Odžačar, odžačar, Jugoton, 1970.
- Esma pesma, PGP-RTB, 1973.
- Čuješ li uzdah moj, PGP-RTB, 1974.
- Kaži, kaži, libe Stano, 1974.
- Za tebe, zemljo moja, PGP-RTB, 1974.
- Volim te, veruj mi, PGP-RTB, 1975.
- Sastali se cigani, PGP-RTB, 1975.
- Kalejaca jaca, PGP-RTB, 1976.
- Kočani, Kočani, PGP-RTB, 1976.
- Da li voliš Aliju, PGP-RTB, 1977.
- Kavadarci, Kavadarci, PGP-RTB, 1977.
- Heba, PGP-RTB, 1977.
- Kaži Slave, kaži ćerko, PGP-RTB, 1980.
- Ciganka je malena, PGP-RTB, 1980.
- Čerga mala luta preko sveta, PGP-RTB, 1980.

### Recopilatoris
- Songs of a Macedonian Gypsy, Monitor Records, 1994.
- Romske pesme, PGP-RTS, 2002.
- Čaje šukarije (18 izvornih snimaka (1961 – 1966), Croatia Records, 2002.

## Filmografia
- Krst Rakoc (1962)[26]
- Zapej Makedonijo (1968)[27]
- Jugovizija (1971)[28]
- Im Herzen des Lichts - Die Nacht der Primadonnen (2002)[29]
- When the Road Bends: Tales of a Gypsy Caravan (2006)[30]
- Rromani Soul (2008)[31]